# Peter Nennstiel
Peter Nennstiel (* 11. Dezember 1934 in Gießen; † 6. Juli 2009) war ein deutscher Basketballtrainer.

## Laufbahn
Peter Nennstiel, der auch unter seinem Spitznamen „Pit“ bekannt war, betrieb als Jugendlicher Fußball, Handball und Wasserball. Zum Basketball kam er erst später. Er wirkte beim MTV 1846 Gießen zunächst als Spieler, dann als Trainer.
Als Basketball-Trainer führte er die Gießener Mannschaft 1965 zum ersten deutschen Meistertitel der Vereinsgeschichte. Ihm wurde zugeschrieben, in der umkämpften Schlussphase des Endspiels gegen den VfL Osnabrück während einer Auszeit den entscheidenden taktischen Schachzug vorgegeben zu haben, der letztlich im Treffer von Ernie Butler mündete, durch den der MTV die Niedersachsen mit 69:68 bezwang und somit den Titel gewann.
Der als Lehrer tätige Nennstiel zog später von Gießen nach Nidda, wo er als Jugendtrainer im Handball sowie als Fußballtrainer des SC Viktoria Nidda wirkte.
Er starb im Juli 2009 im Alter von 74 Jahren.